# Contea di Lake Grace
La contea di Lake Grace è una delle 43 local government areas che si trovano nella regione di Wheatbelt, in Australia Occidentale. Si estende su di una superficie di circa 10.747 chilometri quadrati ed ha una popolazione di 1.456 abitanti.